# Carum leucocoleon
Carum leucocoleon là một loài thực vật có hoa trong họ Hoa tán. Loài này được Boiss. & A.Huet mô tả khoa học đầu tiên năm 1856.